# Aeroportul Regional Rocky Mount-Wilson
Aeroportul Regional Rocky Mount-Wilson (IATA: RWI, ICAO: KRWI, FAA LID: RWI) este un aeroport din Carolina de Nord, Statele Unite ale Americii ce deservește zona Rocky Mount⁠(d). Aeroportul a fost tranzitat în 2019 de 14 pasageri. A fost numit după zona deservită.
Situat la o altitudine de 48 m, aeroportul dispune de 1 pistă.

## Infrastructură

### Piste
Aeroportul dispune de o singură pistă. Pista 04/22 are suprafața de asfalt și dimensiunile 7.099 picioare × 150 picioare. 